# Brašljevica
Brašljevica je naselje na Hrvaškem, ki upravno spada pod mesto Ozalj Karlovške županije. V poznem srednjem veku je še pripadala kranjskemu zemljiškemu gospostvu Metlika, vendar je bila z naselitvijo Uskokov v 16. stoletju izgubljena za Kranjsko. Na izločitev vasi iz Kranjske in vključitev v Hrvaško spominja nenavaden potek današnje slovensko-hrvaške meje v okolici vasi.

## Demografija
| Pregled števila prebivalcev po letih | Pregled števila prebivalcev po letih | Pregled števila prebivalcev po letih | Pregled števila prebivalcev po letih | Pregled števila prebivalcev po letih | Pregled števila prebivalcev po letih | Pregled števila prebivalcev po letih | Pregled števila prebivalcev po letih | Pregled števila prebivalcev po letih | Pregled števila prebivalcev po letih | Pregled števila prebivalcev po letih | Pregled števila prebivalcev po letih | Pregled števila prebivalcev po letih | Pregled števila prebivalcev po letih | Pregled števila prebivalcev po letih |
| ------------------------------------ | ------------------------------------ | ------------------------------------ | ------------------------------------ | ------------------------------------ | ------------------------------------ | ------------------------------------ | ------------------------------------ | ------------------------------------ | ------------------------------------ | ------------------------------------ | ------------------------------------ | ------------------------------------ | ------------------------------------ | ------------------------------------ |
| 1857                                 | 1869                                 | 1880                                 | 1890                                 | 1900                                 | 1910                                 | 1921                                 | 1931                                 | 1948                                 | 1953                                 | 1961                                 | 1971                                 | 1981                                 | 1991                                 | 2001                                 |
| 96                                   | 134                                  | 168                                  | 156                                  | 167                                  | 152                                  | 150                                  | 152                                  | 136                                  | 126                                  | 111                                  | 90                                   | 62                                   | 47                                   | 54                                   |